# Turó de la Font de la Teula
El Turó de la Font de la Teula és una muntanya de 611 metres que es troba al municipi d'Aiguamúrcia, a la comarca catalana de l'Alt Camp.